# Euxesta bilimeki
Ruồi Ulidiid (Danh pháp khoa học: Euxesta bilimeki) là một loài ruồi trong chi Euxesta thuộc họ Tephritidae.
Loài này có một thói quen quái lạ là sau khi giao phối, con cái phóng tinh trùng của con đực ra và ăn luôn. Phóng tinh trùng ra và ăn ngay có thể là cách để ruồi cái lựa chọn cha cho con mình.

## Đặc điểm
Cả 74 cặp ruồi được nghiên cứu đều có hiện tượng thải tinh trùng ra sau khi giao phối, 25% trong số đó không còn chút tinh trùng nào trong người. Loài ruồi này có thể điều chỉnh được số lượng tinh trùng cho ra để lựa chọn ruồi cha cho con mình. Hành vi này của chúng cho phép ruồi cái lựa chọn được cha cho những đứa con của mình.
Ý kiến khác cho rằng tinh trùng của con đực có thể cung cấp chất dinh dưỡng cho con cái. Ruồi cái ăn các thức ăn có chứa protein, đường và nước: đường và nước, nước không và không cho ăn gì. những con ruồi ăn đầy đủ chất dinh dưỡng hoặc chỉ uống nước không thu được lợi lộc gì từ tinh trùng. Tuy nhiên, những con ruồi không được ăn gì có thể sống lâu hơn nếu chúng ăn tinh trùng.